# 至愛
至愛（日語：アドマイヤメイン），是日本純種競賽馬匹。生涯活躍於中距離賽事，曾於2006年勝出每日盃及青葉賞，亦於東京優駿（日本打吡）中跑獲亞軍。

## 出賽前
2003年3月13日出生於北海道早來町（今安平町）北部牧場，成長途中於拍賣會上被馬主近藤利一以1億4595萬日圓購入。
其後交由栗東訓練中心練馬師橋田滿訓練。

## 競賽生涯

### 2歲
2005年9月18日出戰阪神競馬場2歲新馬戰，出閘後以領放的姿態推進，但於最後直路被加速的Toyo Slew O的超越，以2馬位差距落敗。
其後出戰2歲未勝利戰，比賽初段繼續採用領放戰術，於前半段以較慢的步速前進。進入直路後，其迅速加速並逐步彈離後方的對手，最終以6馬位優勢取得首勝。
11月13日出戰條件戰黃菊賞，維持於先頭第四的位置下未能於直路追上前方對手落敗，其後於歐石楠賞再度採用同樣戰術，於直路一度取得領先，但最終被對手反超下以第三完賽。
年末出戰公開賽希望錦標，仍然未能於直路上發揮優秀的表現，最終以第四落敗。

### 3歲
2006年其以三級賽如月賞作為首戰，比賽初段維持於中團位置等待時機，於通過彎道是逐步發力進佔位置，但最終在直路上被壓制下僅跑獲第五。
3月4日出戰3歲500萬獎金以下條件戰，採用生涯首兩場賽事時使用過的的領放戰術，於比賽途中不斷和對手拉開距離。進入直路後，其仍然於前方位置保持衝刺的狀態，最終以9馬位優勢大勝。
3月25日出戰每日盃，由於主戰騎師武豐需要策騎烏托邦、Flamme de Passion、淺草田園及雷神精靈等賽駒出戰杜拜世界盃賽馬日賽事，因而改由福永祐一策騎。比賽開始後，其隨即搶佔位置進行領放，於三、四彎道之間仍然保持不少的優勢。進入直路後，其繼續於內欄位置衝刺推進，最終成功阻止來襲的Intelleto取得首個分級賽冠軍。
其後出戰二級賽青葉賞並重新由武豐策騎，比賽初段繼續領放，於途中維持穩定的節奏並開始尋找衝刺的時機。進入直路後，其成功進入衝刺狀態並逐步彈離一直維持於第二的Meiner Alabanza，最終拉開對手4馬位取勝，亦以2分25.3秒的完賽時間打破賽事紀錄。
5月以優先出賽權形式出戰東京優駿（日本打吡），由於賽前主戰騎師武豐決定策騎另一匹主戰賽駒兼同主馬賞月，其交由柴田善臣執繮。比賽開始後，其在所處的第6檔順利起步下逐步推進並內閃，成功在內欄位置透出領放，並於比賽途中一直維持對前置馬有利的的慢步速。進入直路後，其嘗試貼欄加速維持自身領先的優勢，可惜被緊跟後方的名將森遜壓制，最終落敗取得第二。
秋季首戰為神戶新聞盃，但於出閘後未能搶佔位置領放，於比賽途中亦受到不少不利的局面，最終以第七落敗。
其後以菊花賞作為目標，比賽初段以較主動的戰術搶佔位置領放，並帶出前1000米58.7秒的快步速，甚至一度帶離後方對手10馬位以上。進入直路後，其仍然嘗試維持自身和後方的距離，可惜力盡之下被衝出的風之歌及網路亨通超越以第三落敗。
12月上旬其選擇遠征香港出戰香港瓶，其雖然於比賽初段成功領放，但未能完全拉開和後方的距離，最終失速之下以第八落敗。
回國後並未休養，而是直接出戰有馬紀念，本次比賽其再度採用菊花賞時的大逃戰術，但於第二圈第三彎道經已被後方賽駒迫近，最終繼續失速下以第九於落敗。

### 4歲
2007年因為上年的緊密賽程而在上半年大部份時間均在休養，於5月才復出出戰金鯱賞。比賽開始後，其選擇維持於Nihonpillow Keith後方第二的位置逐步推進，於比賽途中一直維持於先頭。然而通過第四彎道時，其未能維持走勢逐步後退，最終失速下以第十大敗。
6月出戰寶塚紀念，再度因為力盡而於直路無法堅守位置，以第十七大敗。
其後進入休養並於12月出戰公開賽十二月錦標，比賽途中和Yoichi South一同快放帶離馬群，雖然於直路上成功擺脱對手，但隨即被後方衝出的賽駒追上，以第四的戰績完賽。

### 5歲
2008年其於首戰美國賽馬會盃中未能進入狀態以第十二落敗，其後於產經大阪盃亦僅獲得第八，4月下旬增程出戰春季天皇賞亦未能做出突破，以第十四的戰績大敗。
進入秋季後，其戰績稍為好轉，於朝日挑戰盃中取得第六，10月在公開賽愛爾蘭盃中亦能跑獲第五的入板戰績。
然而10月29日，其於訓練途中被發現左前腳出現肌腱炎症狀並進入休養，然而狀況未有好轉下陣營決定安排其退役，並於翌年2月5日取消日本中央競馬會的賽駒註冊。

### 詳細賽績
| 日期       | 舉辦國家/地區 | 馬場 | 距離   | 級別  | 賽事名稱         | 負重 | 騎師     | 馬號 | 出馬 | 名次 | 時間   | 頭馬（二馬）          |
| ---------- | ------------- | ---- | ------ | ----- | ---------------- | ---- | -------- | ---- | ---- | ---- | ------ | --------------------- |
| 18/9/2005  | 日本          | 阪神 | 草1600 |       | 2歲新馬          | 54   | 武豐     | 1    | 13   | 2    | 1:36.7 | Toyo Slew O           |
| 8/10/2005  | 日本          | 京都 | 草1600 |       | 2歲未勝利        | 55   | 武豐     | 8    | 10   | 1    | 1:35.3 | （Shigeru Shitekabu） |
| 13/11/2005 | 日本          | 京都 | 草1800 |       | 黄菊賞           | 55   | 武豐     | 7    | 10   | 2    | 1:50.2 | Glorious Week         |
| 10/12/2005 | 日本          | 阪神 | 草2000 |       | 歐石楠賞         | 55   | 武豐     | 9    | 10   | 3    | 2:03.6 | 櫻花奇景              |
| 25/12/2005 | 日本          | 中山 | 草2000 | OP    | 希望錦標         | 55   | 武豐     | 3    | 7    | 4    | 2:03.9 | Nishino Answer        |
| 12/2/2006  | 日本          | 京都 | 草1800 | GIII  | 如月賞           | 56   | 武豐     | 2    | 12   | 5    | 1:47.8 | 網路亨通              |
| 3/4/2006   | 日本          | 阪神 | 草2000 |       | 3歲500萬獎金以下 | 56   | 武豐     | 10   | 9    | 1    | 2:00.9 | （Aperitif）          |
| 25/3/2006  | 日本          | 阪神 | 草2000 | GIII  | 每日盃           | 56   | 福永祐一 | 12   | 15   | 1    | 2:00.5 | （Intelleto）         |
| 29/4/2006  | 日本          | 東京 | 草2400 | GII   | 青葉賞           | 56   | 武豐     | 6    | 17   | 1    | 2:25.3 | （Meiner Alabanza）   |
| 28/5/2006  | 日本          | 東京 | 草2400 | GI    | 東京優駿         | 57   | 柴田善臣 | 6    | 18   | 2    | 2:28.0 | 名將森遜              |
| 24/9/2006  | 日本          | 中京 | 草2000 | GII   | 神戶新聞盃       | 56   | 武豐     | 16   | 16   | 7    | 1:58.4 | 網路亨通              |
| 22/10/2006 | 日本          | 京都 | 草3000 | GI    | 菊花賞           | 57   | 武豐     | 5    | 18   | 3    | 3:03.0 | 風之歌                |
| 10/12/2006 | 香港          | 沙田 | 草2400 | GI    | 香港瓶           | 55   | 武豐     | 10   | 9    | 8    | 2:29.1 | 煤礦山                |
| 24/12/2006 | 日本          | 中山 | 草2500 | GI    | 有馬紀念         | 55   | 柴田善臣 | 10   | 14   | 9    | 2:32.8 | 大震撼                |
| 26/5/2007  | 日本          | 中京 | 草2000 | GII   | 金鯱賞           | 57   | 福永祐一 | 11   | 12   | 10   | 1:58.3 | 玫瑰十字              |
| 24/6/2007  | 日本          | 阪神 | 草2200 | GI    | 寶塚紀念         | 58   | 川田將雅 | 10   | 18   | 17   | 2:18.2 | 賞月                  |
| 15/12/2007 | 日本          | 中山 | 草1800 | OP    | 十二月錦標       | 57   | 川田將雅 | 7    | 16   | 4    | 1:48.0 | Silent Pride          |
| 27/1/2008  | 日本          | 中山 | 草2200 | JpnII | 美國賽馬會盃     | 57   | 田中勝春 | 7    | 16   | 12   | 2:15.1 | 氣墊快駒              |
| 6/4/2008   | 日本          | 阪神 | 草2000 | GII   | 產經大阪盃       | 57   | 川田將雅 | 10   | 11   | 8    | 1:59.4 | 大和赤驥              |
| 4/5/2008   | 日本          | 京都 | 草3200 | GI    | 春季天皇賞       | 58   | 福永祐一 | 6    | 14   | 14   | 3:19.0 | Admire Jupiter        |
| 15/9/2008  | 日本          | 阪神 | 草2000 | GIII  | 朝日挑戰盃       | 56   | 川田將雅 | 9    | 13   | 6    | 1:59.2 | 夢之旅                |
| 18/10/2008 | 日本          | 東京 | 草2000 | OP    | 愛爾蘭盃         | 57   | 川田將雅 | 10   | 16   | 5    | 1:59.2 | Opera Bravo           |

## 退役後
退役後，至愛成為了配種馬，於北海道安平町Shadai Stallion休養，在2009年進行配種。首批子嗣於2010年出生，可於2012年出賽。
2009年配種季節結束後，其隨即被輸出至南非夸祖魯-納塔爾省烏姆貢貢德洛武區自治市Summer Hill Stud休養，於當地繼續配種工作。

## 血統簡介
父系週日寧靜是美國三冠賽雙冠馬，退役後在日本配種，在日本馬壇相當成功，贏得多項分級賽事，其子嗣贏得巨額獎金，連續12年成為日本冠軍種馬。祖父Halo爲美國賽駒，曾贏得一級賽冠軍，爲美國冠軍種馬。
母系Promotion為日本賽駒，生涯戰績不俗，曾勝出三級賽皇后錦標。外祖父保護者為美國生產的法國賽駒，生涯戰績優秀，曾勝出莫尼大賽、撒拉曼德大賽、法國準則大賽、法國二千堅尼及傑克莫華大賽。

### 血統表
| 父線：週日寧靜系（Halo系）        |                             |                 |               |
| 種馬 週日寧靜 1986年（棕色）      | Halo 1969年（棕色）         | Hail to Reason  | Turn-to       |
| 種馬 週日寧靜 1986年（棕色）      | Halo 1969年（棕色）         | Hail to Reason  | Nothirdchance |
| 種馬 週日寧靜 1986年（棕色）      | Halo 1969年（棕色）         | Cosmah          | Cosmic Bomb   |
| 種馬 週日寧靜 1986年（棕色）      | Halo 1969年（棕色）         | Cosmah          | Almahmoud     |
| 種馬 週日寧靜 1986年（棕色）      | Wishing Well 1975年（棗色） | Understanding   | Promised Land |
| 種馬 週日寧靜 1986年（棕色）      | Wishing Well 1975年（棗色） | Understanding   | Pretty Ways   |
| 種馬 週日寧靜 1986年（棕色）      | Wishing Well 1975年（棗色） | Mountain Flower | Montparnasse  |
| 種馬 週日寧靜 1986年（棕色）      | Wishing Well 1975年（棗色） | Mountain Flower | Edelweiss     |
| 繁殖雌馬 Promotion 1994年（棗色） | 保護者 1988年（栗色）       | 木人            | 淘金者        |
| 繁殖雌馬 Promotion 1994年（棗色） | 保護者 1988年（栗色）       | 木人            | Playmate      |
| 繁殖雌馬 Promotion 1994年（棗色） | 保護者 1988年（栗色）       | Korveya         | 河人          |
| 繁殖雌馬 Promotion 1994年（棗色） | 保護者 1988年（栗色）       | Korveya         | Konafa        |
| 繁殖雌馬 Promotion 1994年（棗色） | Assertion 1979年（棗色）    | Assert          | Be My Guest   |
| 繁殖雌馬 Promotion 1994年（棗色） | Assertion 1979年（棗色）    | Assert          | Irish Bird    |
| 繁殖雌馬 Promotion 1994年（棗色） | Assertion 1979年（棗色）    | Yes Please      | Mount Hagen   |
| 繁殖雌馬 Promotion 1994年（棗色） | Assertion 1979年（棗色）    | Yes Please      | Thankfull     |
| 雌系：號族：1-o                   |                             |                 |               |
| 五代內近親交配：無                |                             |                 |               |

## 命名由來
名字中，Admire（アドマイヤ）為馬主近藤利一的冠名，帶有愛慕、仰慕、讚賞、尊重等意思，Main（メイン）就是主要、重要，香港則結合兩部分，翻譯為「至愛」。

## 外部連結
- 至愛 netkeiba.com
- 血統表